# Hans van Deventer
Hans van Deventer (Helmond, 1934-2025) is een Nederlands zanger, gitarist en tekstdichter. 
Hoewel Van Deventer meerdere instrumenten bespeelt (waaronder trombone) wordt hij het meest geassocieerd met de gitaar. Hij genoot een klassieke gitaaropleiding en liet zich in een later stadium inspireren door Georges Brassens. Naast klassieke gitaar studeerde Van Deventer Nederlands. Hij werd later leraar.
Begin jaren 60 meldde Hans van Deventer zich bij het SGI-label, het label waar ook Jaap Fischer en het studentencabaret van Paul van Vliet hun platen uitbrachten. Men was daar zo enthousiast over de kwaliteiten van Van Deventer dat kort na het verschijnen van de eerste single meteen een ep werd uitgebracht. Van Deventer gaf weinig optredens.
Medio jaren 60 trok Hans van Deventer zich langzaam terug uit het artiestenvak. Tot zijn overlijden woonde hij aan de rand van Rotterdam.

## Discografie
- Singles
  - Bombazijn (SGI 104)
  - Dromenland (SGI 106)
- Ep's
  - Spes patriae (EPH 2006)
  - Delirium tremens (EPH 2016)
  - Petruschka (EPH 2017)
  - Het is voorbij (EPH 2018)
- Lp
  - Jeugdgodinnen (XLPH 1063) (De lp Jeugdgodinnen bevat de liedjes van de ep's EPH 2017 en EPH 2018) aangevuld met drie nieuwe liedjes)

## Trivia
- Hans van Deventer had een paar zeer bekende bewonderaars, waaronder Jules de Corte. Deze nam zelfs het nummer Petruschka op.
- Hans van Deventer was niet zo tevreden met het resultaat van zijn debuutsingle "Bombazijn" en nam het nummer een paar jaar later opnieuw op. Deze uitvoering kwam op zijn derde ep (EPH 2017).